# Afroligusticum piovanii
Afroligusticum piovanii är en växtart i släktet Afroligusticum och familjen flockblommiga växter. Den beskrevs av Emilio Chiovenda som Carum piovanii och fick sitt nu gällande namn av Jevgenij Vasiljevitj Kljujkov och Jekaterina Andrejevna Zacharova 2014.
Arten är en perenn ört som förekommer i centrala Etiopien.